# Mbondjo
 (avril 2022).
La mise en forme du texte ne suit pas les recommandations de Wikipédia : il faut le « wikifier ».
Les points d'amélioration suivants sont les cas les plus fréquents. Le détail des points à revoir est peut-être précisé sur la page de discussion.
- Les titres sont pré-formatés par le logiciel. Ils ne sont ni en capitales, ni en gras.
- Le texte ne doit pas être écrit en capitales (les noms de famille non plus), ni en gras, ni en italique, ni en « petit »…
- Le gras n'est utilisé que pour surligner le titre de l'article dans l'introduction, une seule fois.
- L'italique est rarement utilisé : mots en langue étrangère, titres d'œuvres, noms de bateaux, etc.
- Les citations ne sont pas en italique mais en corps de texte normal. Elles sont entourées par des guillemets français : « et ».
- Les listes à puces sont à éviter, des paragraphes rédigés étant largement préférés. Les tableaux sont à réserver à la présentation de données structurées (résultats, etc.).
- Les appels de note de bas de page (petits chiffres en exposant, introduits par l'outil «  Source ») sont à placer entre la fin de phrase et le point final[comme ça].
- Les liens internes (vers d'autres articles de Wikipédia) sont à choisir avec parcimonie. Créez des liens vers des articles approfondissant le sujet. Les termes génériques sans rapport avec le sujet sont à éviter, ainsi que les répétitions de liens vers un même terme.
- Les liens externes sont à placer uniquement dans une section « Liens externes », à la fin de l'article. Ces liens sont à choisir avec parcimonie suivant les règles définies. Si un lien sert de source à l'article, son insertion dans le texte est à faire par les notes de bas de page.
- La présentation des références doit suivre les conventions bibliographiques. Il est recommandé d'utiliser les modèles {{Ouvrage}}, {{Chapitre}}, {{Article}}, {{Lien web}} et/ou {{Bibliographie}}. Le mode d'édition visuel peut mettre en forme automatiquement les références.
- Insérer une infobox (cadre d'informations à droite) n'est pas obligatoire pour parachever la mise en page.

Pour une aide détaillée, merci de consulter Aide:Wikification.
Si vous pensez que ces points ont été résolus, vous pouvez retirer ce bandeau et améliorer la mise en forme d'un autre article.
 (avril 2022).
Si vous disposez d'ouvrages ou d'articles de référence ou si vous connaissez des sites web de qualité traitant du thème abordé ici, merci de compléter l'article en donnant les références utiles à sa vérifiabilité et en les liant à la section « Notes et références ».
 (avril 2022).
Le mbondjo,(langue) aussi appelé " impfondo", est une langue bantoue parlée en République du Congo, dans le département de la Likouala. Elle compte des milliers de locuteurs, qui pour la plupart utilisent également le lingala comme langue véhiculaire. Elle n'est en général pas écrite, bien que la transcription en alphabet latin soit possible.
Les Mbondjos ainsi désignés, comprenaient les Bobangui, les Baloï, les Babenzélé, les Mbondzos ou les Impfondo, les Bondongo, les Enyellé, les Kaka, les Ikienga, les Ngbaka, les Munzombo, les Bandza, etc.

## Répartition géographique
Durant le fait colonial, tant au temps du Congo français qu’au temps du Moyen-Congo, toutes les populations habitant la zone comprise entre Liranga  sur le fleuve Congo non loin du Confluent en passant par l’Oubangui jusqu’à Moungoumba en République Centrafricaine, aujourd’hui, étaient dites de race Mbondzos par l’administration coloniale. etc.
Pourquoi avoir appelé tant d’ethnies par un seul vocable Mbondzos ?
Cette conception coloniale n’est plus d’actualité. Aujourd’hui, seuls les gens d’Impfondo sont appelés Mbondzos eux-mêmes, s’appellent "Wa Mbondzo" au singulier, et "Ba Mbondzos" au pluriel. Ils peuvent se présenter comme "Wa Impfondo" et "Ba Impfondo".

### Phonologie
Il est important de signaler que l’identité phonologique des différents phonèmes est déterminée par les oppositions significatives présentées ci-dessous.

### Les tons
En Mbondzo, on distingue deux types de tons :  
A) le ton ponctuel   
a) le ton haut.
Ex. : mbángi "chanvre ‘’ Etóbo ‘’habit’’ 
b)  Le ton bas (non noté) 
ndɔtɔ  "Songe" et moto  "personne"  
B)  Les tons modulés  
Ces tons concernent les voyelles longues transcrites au moyen de deux voyelles :  
b) Le ton descendant : V’V  
Ex. : Sɔɔlɔ "c’est vrai"  
Signalons que les tons ponctuels et les tons modulés peuvent permettre des oppositions phonologiques :  
Ex. : nyongo  "dette "     nyɔ’ɔngɔ’   "mère"  

### Phonèmes vocaliques
Il s’agit de : Le phénomène/i/ Son identité phonologique apparaît dans les rapprochements suivants : i/u Ibila "arracher" Mbula "pluie" i/e igono "le palmier à huile" égono "le régime de noix de palme" Le phonème /u/ Son identité phonologique fait apparaître les rapprochements suivants : u/i vu à propos de i u/o

## Tableau des phonèmes
|              | Bilabiales | Labio- dentales | Apico - alvéolaires | Dorsales | Vélaires | Labio - vélaires |
| Orales       | -          | -               | -                   | -        | -        | -                |
| Sourdes      | p          | f               | t                   | -        | k        | kp, mp           |
| Sonores      | b          | v               | d                   | dz       | -        | -                |
| Continues    | w          | -               | s                   | y        | -        | -                |
| Latérales    | -          | -               | l                   | -        | -        | -                |
| Mi - nasales | mb         | -               | gn, nd              | ndz      | ng, nk   | ngb, nsn nw      |
| Nasales      | m          | -               | n                   | -        | -        |                  |

Le système consonantique du Mbondzo compte 25 unités. 

### Structure  syllabique  et combinaison  des phonèmes et tons

#### La Syllabe

##### Les types de syllabes
Il est noté quatre sortes de syllabes :
1. Le type v, exemple : Ó ʽʽdansʼʼ moto ó mbóka ʽʽ l’homme dans un village ʼʼ (l’homme au village) ;
2. Le type cv, exemple : ngá ʽʽ moi ʼʼ ; nkɔ ʽʽ forêt ʼʼ ;
3. Le type cvv, exemple : nkáa plante magique et médicinale qu’on faisait laver aux gens accusées d’être sorcières : celles qui ne l’étaient pas vomissaient et les soi-disant sorcières en mourraient ;
4. Le type ccv     (c w v et c y v) : nwa dans nwána ʽʽ enfant ʼʼ ; myendé ʽʽ molets ʼʼ.

##### Structure Syllabique des mots et radicaux
Structure syllabique des mots, il a été noté les structures suivantes des mots : 

###### Les monosyllabes
1. Le type v, exemple : moto ó mbóka ; ʽʽ l’homme dans un village ʼʼ (l’homme au village)
2. Le type ccv, exemple : ngá ʽʽ moi ʼʼ, nkɔ ʽʽ forêt ʼʼ.

###### Les dissyllabes
1. Le type v c v, exemple : izá ʽʽ manger ʼʼ ;
2. Le type c v c v, exemple : ngánda ʽʽ campement ʼʼ ;
3. Les type c c v c v, exemple : nwána ʽʽ enfant ʼʼ ;

c.Les trisyllabes
1. Le type v c v c v, exemple : itóna ʽʽ refuser ʼʼ.

### Les radicaux nominaux
1. Les monosyllabes c c v, exemple : nkɔ (mankɔ) ʽʽ forêt, les forêts ʼʼ.
2. Les dissyllabes

- - Le type c v c v, exemple : lolé (balolé) ʽʽ homme (les hommes) ʼʼ ;
  - Le type c c v c v, ngánda (mangánda) campement (les campements).

### Les radicaux verbo – nominaux
Le type c v c, exemple : itóna (i-tón-a) ʽʽ refuser ʼʼ.

### Les quadrisyllabes
Type c v c v c v c v, exemple : mokambisi ʽʽ astreinte ʼʼ 
1. Les radicaux adjectivaux :  De certains radicaux, il est possible de former des adjectifs et des noms.
2. Les monosyllabes : Les types c c v, exemple : bé Adjectif : mbé ʽʽ comportement mauvais ʼʼ
3. Les dissyllabes : Le type c v c v, exemple : bobé (laideur, le mal) ; Bobé bokiéle bзyi (le mal qu’ils font), bato babé (les gens mauvais).

## Combinaison de phonème
Il sera exposé successivement : 
- Combinaison des voyelles : Le cadre retenu est celui des radicaux nominaux dissyllabes de types c v c v.
- Combinaison des voyelles dans les dissyllabes de type c v c v.

### Tableau de combinaison de voyelles qn – c v c v
Ce tableau décline les possibilités de combinaisons et incompatibilités 
| V1 V2 | i | u | e | o | Ԑ | ɔ | a |
| ----- | - | - | - | - | - | - | - |
| i     | + |   | + |   | + |   | + |
| u     |   | + | + |   |   |   |   |
| e     | + |   | + |   |   |   | + |
| o     |   | + | + | + |   |   | + |
| Ԑ     |   |   |   | + | + |   | + |
| ɔ     |   | + |   |   |   | + |   |
| a     |   | + | + | + |   |   | + |

L’analyse présente des possibilités de combinaison des voyelles et les séries.
Toutes les voyelles peuvent se succéder à elles – mêmes. En cela, v1 est identique à v2. Cette posture est illustrée par : 
- ca – ca, exemple : ngánda ʽʽ campement ʼʼ ;
- ci – ci, exemple : kiti ʽʽ chaise ʼʼ ;
- cu – cu, exemple : vutu ʽʽ nuit ʼʼ ;
- co – co, exemple : moto ʽʽ personne ʼʼ ;
- ce – ce, exemple : béle ʽʽ arbre produisant une sorte de copal, et le copal lui – même ʼʼ ;
- cε – cε, exemple : vέtε ʽʽ téméraire ʼʼ ;
- c ɔ - c ɔ, exemple : ngɔndɔ ʽʽ fille, jeune fille ʼʼ.

Lorsque v1 est différent de v2 (v1 ‡ v2), 
on note les combinaisons  ci – après : 
| V1 | V2         |
| -- | ---------- |
| i  | e, ε, a    |
| u  | e          |
| e  | i, a       |
| o  | e          |
| ԑ  | o          |
| ɔ  | u          |
| a  | i, u, e, o |

Toutes les voyelles peuvent apparaître en première ou en deuxième position.
En première position la voyelle "a" se combine avec les autres voyelles à l’exception des voyelles "Ԑ" et "ɔ".
En première position il y a incompatibilité entre les voyelles du troisième degré d’aperture Ԑ, ɔ et la voyelle a de quatrième degré d’aperture.
En deuxième position la voyelle de troisième d’aperture ɔ est incompatible avec la voyelle de quatrième degré d’aperture a.
En deuxième position la voyelle de troisième d’aperture ɔ est incompatible avec la voyelle de quatrième degré d’aperture a.

## Combinaison des consonnes
Le tableau ci – dessous décline les possibilités des combinaisons des consonnes.
| C1 C2 | p | mb | m | w | b | f | v | n | s | l | d | nd | t | y | ndz | dz | ng | k | nk | mp | gn | ngb | kp | nw | ns | total |
| ----- | - | -- | - | - | - | - | - | - | - | - | - | -- | - | - | --- | -- | -- | - | -- | -- | -- | --- | -- | -- | -- | ----- |
| p     | + | +  |   |   |   |   |   |   |   |   |   |    | + |   |     |    | +  |   |    | +  |    |     |    |    | +  | 6     |
| mb    | + | +  | + |   |   |   |   |   |   | + |   | +  |   |   |     |    | +  | + |    |    |    |     |    |    | +  | 8     |
| m     |   | +  |   |   |   |   |   | + | + | + |   | +  | + | + | +   |    | +  |   |    |    |    |     |    |    | +  | 10    |
| w     |   |    |   |   |   |   |   |   |   | + |   | +  |   |   |     |    | +  |   |    |    |    |     |    |    |    | 3     |
| b     |   |    |   |   | + | + | + | + | + | + |   | +  | + | + | +   |    | +  | + | +  |    |    |     |    |    |    | 14    |
| f     |   |    |   |   |   | + |   |   |   | + |   |    | + |   |     |    | +  |   |    |    |    |     |    |    |    | 4     |
| v     |   |    |   |   |   |   |   |   |   |   |   | +  | + | + |     |    | +  |   |    |    |    |     |    |    |    | 4     |
| n     |   |    |   |   |   |   |   | + |   |   |   |    |   | + |     |    | +  |   | +  |    |    |     |    |    |    | 4     |
| s     |   |    |   |   |   |   |   |   | + | + |   |    |   |   |     |    | +  |   |    |    |    |     |    |    |    | 3     |
| l     |   |    |   |   |   |   |   |   |   | + |   |    |   |   |     |    |    | + |    |    |    |     |    |    |    | 2     |
| d     |   |    |   |   |   |   |   |   |   |   |   |    | + |   |     |    |    | + |    |    |    |     |    |    |    | 2     |
| md    |   |    |   |   |   |   |   |   |   |   |   | +  |   |   |     |    | +  |   |    |    |    |     |    |    |    | 2     |
| t     |   |    |   |   |   |   |   | + |   |   |   |    | + | + |     |    | +  | + |    |    |    |     |    |    |    | 5     |
| y     |   |    | + |   |   |   |   |   |   |   |   |    |   | + |     |    |    | + |    |    |    |     |    |    |    | 3     |
| ndz   |   | +  |   |   |   |   |   |   |   |   |   | +  |   |   | +   |    |    | + |    |    |    |     |    |    |    | 4     |
| dz    |   |    |   |   |   |   |   |   |   | + |   |    |   |   |     |    | +  | + |    |    |    |     |    |    |    | 3     |
| ng    |   | +  |   |   |   |   |   |   |   |   |   | +  | + | + |     |    |    |   |    |    |    |     |    |    |    | 6     |
| k     | + | +  |   |   | + |   |   |   |   | + |   | +  |   |   | +   |    |    | + |    |    |    |     |    |    |    | 7     |
| nk    |   |    |   | + |   |   |   |   |   |   |   |    |   |   |     |    |    |   |    |    |    |     |    |    |    | 3     |
| mp    |   | +  |   |   |   |   |   |   |   |   |   |    |   |   |     |    | +  |   |    | +  |    |     |    |    |    | 3     |
| gn    |   |    |   |   |   |   |   |   |   |   |   |    |   |   |     | +  | +  |   |    |    | +  |     |    |    |    | 3     |
| ngb   |   |    |   |   |   |   |   |   |   |   | + |    |   |   |     |    |    |   |    |    |    | +   |    |    |    | 2     |
| kp    |   |    |   |   |   |   |   |   |   |   |   |    |   |   |     |    |    |   |    |    |    | +   | +  |    |    | 2     |
| nw    |   |    |   |   |   |   |   |   |   |   |   |    |   |   |     | +  |    |   |    |    |    |     |    |    |    | 1     |
| ns    |   |    |   | + |   |   |   |   |   |   |   |    |   |   |     |    | +  |   |    |    |    |     |    |    |    | 3     |
|       |   |    |   |   |   |   |   |   |   |   |   |    |   |   |     |    |    |   |    |    |    |     |    |    |    |       |
| total | 3 | 7  | 2 | 3 | 2 | 2 | 1 | 4 | 3 | 9 | 1 | 9  | 9 | 7 | 4   | 3  | 17 | 6 | 3  | 3  | 2  | 2   | 1  | 0  | 4  |       |

L’examen de ce tableau révèle ce qui suit : 
Mis à part quelques cas, toutes les consonnes entre elles se combinent. La plupart d’entre elles apparaissent en première, tout comme en deuxième position. Il est nécessaire d’expliquer que : 
1. En première position les consonnes b, m et mb ont plus de possibilités de combinaisons.
2. Dans la même position, les consonnes Kp, ngb et nw sont les moins sollicitées.
3. En deuxième position, c’est la consonne ng qui totalise le plus grand nombre de combinaisons.
4. Les combinaisons les plus basses sont détenues par les consonnes ngb, kp et nw.
5. Les consonnes suivantes d, kp, ngb, nw n’apparaissent, en général, qu’en première position sauf dans les cas de redoublement, exemple : ngbangba ʽʽ nom de personne ʼʼ.

## Combinaison des consonnes selon les séries
| C2         | C2         | Orales  | Orales  | Orales    | Latérales | Mi nasales | Nasales | Part. | Total |
| ---------- | ---------- | ------- | ------- | --------- | --------- | ---------- | ------- | ----- | ----- |
| C1         | C1         | sourdes | sonores | continues |           |            |         |       |       |
| orales     | sourdes    |         |         |           |           |            |         | 27    | 61    |
| orales     | sonores    |         |         |           |           |            |         | 23    | 61    |
| orales     | continues  |         |         |           |           |            |         | 09    | 61    |
| orales     | latérales  |         |         |           |           |            |         | 02    | 61    |
| Mi nasales | Mi nasales |         |         |           |           |            |         |       | 32    |
| nasales    | nasales    |         |         |           |           |            |         |       | 14    |
| Part1.     | +          | 23      | 07      | 13        | 09        | 48         | 05      |       |       |
| Total      | +          | 52      | 52      | 52        | 52        | 48         | 05      |       |       |

Il ressort de ce tableau ce qui suit : 
1. Les consonnes orales ont plus de possibilités de plus de combinaisons, en première position par les mi – nasales et les nasales.
2. Les consonnes orales, en deuxième position, enregistrant également plus de possibilité de combinaisons que les mi – nasales et les nasales.

## Combinaison des sons
Dans les termes de type c v c v.
avec les tons simples
- Bas + bas, exemple : nsanga ʽʽ panier ʼʼ ;
- Haut + bas, exemple : nkamba ʽʽ ceinture ʼʼ ;
- Bas + haut, exemple : nsongá ʽʽ panier de peche ʼʼ ;
- Haut + haut, exemple : kámbá ʽʽ guerrier ʼʼ. Avec les tons modulés
- Haut – bas + bas, exemple : mo (mi) moïnda ʽʽ lampe ʼʼ ;
- Haut – bas + haut, exemple : boïndó ʽʽ le noir ʼʼ ;
- Bas – haut + bas, exemple : saáni ʽʽ assiette ʼʼ ;

Il n’a pas relevé les tons basculants hauts.
S’agissant des termes de type c v v on note 
- Bas-bas, exemple : nguiƹi (acide) ;
- Bas – haut, exemple : ipέ (donner) ; *
- Haut – haut, exemple : tátá (Père) ;
- Haut – bas, exemple : tέtε (courge).

## Élément de phonologie syntagmatique assimilation
On peut noter ce qui suit : 
Au niveau des affixes, le préfixe i désigne l’infinitif avec le suffixe a, exemple : itona ʽʽ refuser ʼʼ.
Mais on observe également si la première voyelle est i devant d ou w est Ԑ ou Ɔ, le suffixe de l’infinitif devient Ԑ ou Ɔ dans Ibԑtԑ (tirer une flèche, tirer un coup de fusil, ou sonner une cloche, siffler pour un bateau ou train) et  et Iwɔɔnɔ (se parler).
L’élision. On observe L’élision possible des voyelles lorsque deux voyelles semblables se suivent une voyelle s’élide, iwɔ - nɔ.
Par exemple, dans l’infinitif (se parler) 

## Conclusion générale
Au terme de cette étude laborieuse a été noté les faits suivants : 
1. Le système phonologique comprend 7 voyelles  et 25 consonnes
2. Le Mbondzo ou le Mbondjo, pratique l’assimilation et l’élision.
3. Le Mbondzo est une langue bantoue assimilée aux langues du groupe c20 et non aux langues du groupe oubanguien.